# Phryganea bipunctata
Phryganea bipunctata är en nattsländeart som beskrevs av Anders Jahan Retzius 1783. Phryganea bipunctata ingår i släktet Phryganea och familjen broknattsländor. Arten är reproducerande i Sverige.

## Underarter
Arten delas in i följande underarter:
- P. b. brachyptera
- P. b. cinerascens

## Bildgalleri

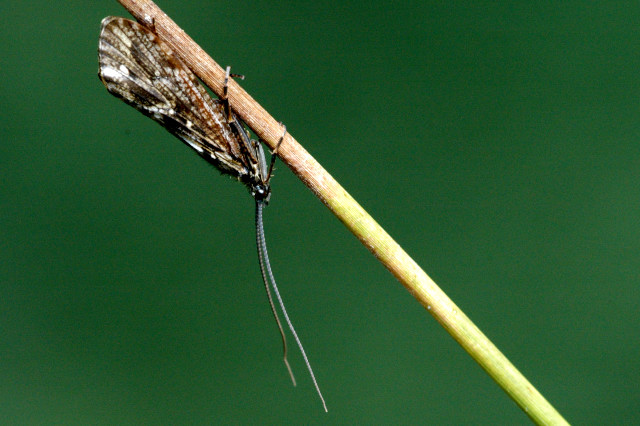
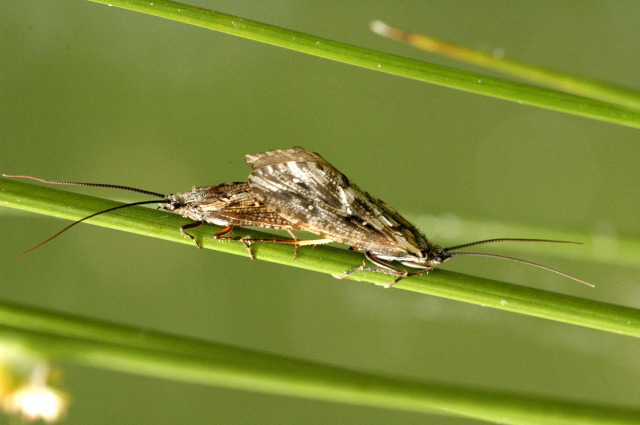
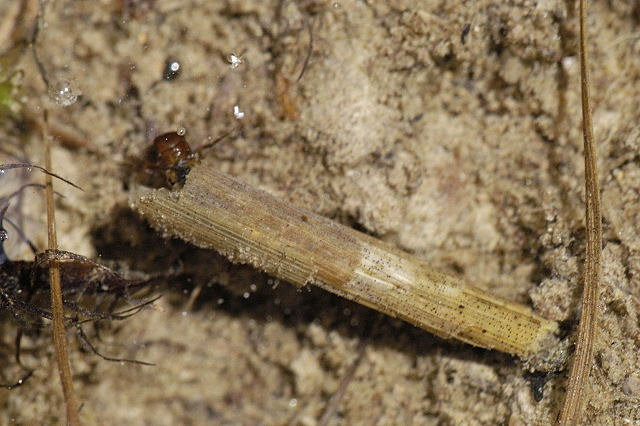
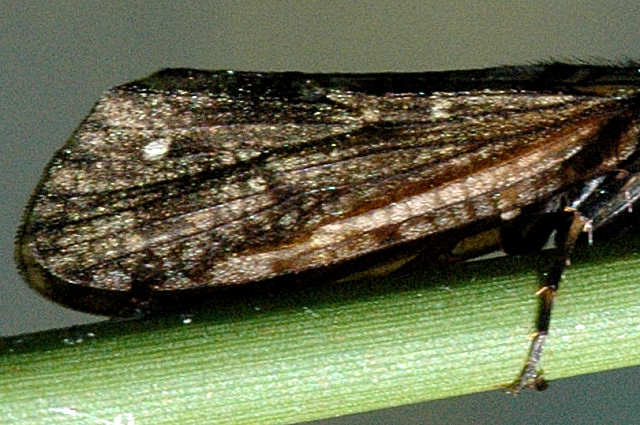